# Kelvin Amian
Kelvin Amian Adou (Tolosa, 8 febbraio 1998) è un calciatore francese, difensore del Nantes.

## Caratteristiche tecniche
Terzino destro di spinta dotato di buon fisico, abile in fase difensiva, grazie alla sua duttilità tattica può essere schierato anche come difensore centrale.

## Carriera

### Club
Cresciuto nelle giovanili del Tolosa (squadra della sua città), il 14 agosto 2016 ha esordito in prima squadra nel pareggio per 0-0 in casa dell'Olympique Marsiglia.
Il 22 luglio 2021 viene acquistato dallo Spezia. Il 13 agosto seguente esordisce con i liguri nella partita di Coppa Italia vinta per 3-1 in casa del Pordenone. Dieci giorni dopo fa anche il suo esordio in Serie A, nella partita in casa del Cagliari, pareggiata per 2-2. Il 30 aprile 2022 segna la sua prima rete in serie A nella partita casalinga contro la Lazio, persa per 4-3, in cui realizza il gol del momentaneo 1-0 della sua squadra.
Il 25 gennaio 2024, Amian fa ritorno in Francia, trasferendosi a titolo definitivo al Nantes, in Ligue 1.
Debutta con i canarini tre giorni dopo nella gara della 19ª giornata di campionato contro lo Stade Reims, conclusa a reti inviolate.
Conclusa la prima stagione con 12 presenze totali, in quella successiva, il 10 gennaio 2025, trova la prima rete in maglia gialloverde, in occasione del pareggio interno per 2-2 contro il Monaco.

### Nazionale
Ha giocato nelle nazionali giovanili francesi Under-17, Under-18, Under-19 ed Under-21.

## Statistiche

### Presenze e reti nei club
Statistiche aggiornate al 17 agosto 2025.
| Stagione        | Squadra         | Campionato      | Campionato | Campionato | Coppe nazionali | Coppe nazionali | Coppe nazionali | Coppe continentali | Coppe continentali | Coppe continentali | Altre coppe | Altre coppe | Altre coppe | Totale | Totale |
| Stagione        | Squadra         | Comp            | Pres       | Reti       | Comp            | Pres            | Reti            | Comp               | Pres               | Reti               | Comp        | Pres        | Reti        | Pres   | Reti   |
| --------------- | --------------- | --------------- | ---------- | ---------- | --------------- | --------------- | --------------- | ------------------ | ------------------ | ------------------ | ----------- | ----------- | ----------- | ------ | ------ |
| 2016-2017       | Tolosa          | L1              | 22         | 0          | CF+CdL          | 1+1             | 0               | -                  | -                  | -                  | -           | -           | -           | 24     | 0      |
| 2017-2018       | Tolosa          | L1              | 36+1       | 1          | CF+CdL          | 1+2             | 0               | -                  | -                  | -                  | -           | -           | -           | 40     | 1      |
| 2018-2019       | Tolosa          | L1              | 32         | 0          | CF+CdL          | 2+0             | 0               | -                  | -                  | -                  | -           | -           | -           | 34     | 0      |
| 2019-2020       | Tolosa          | L1              | 20         | 0          | CF+CdL          | 1+1             | 0               | -                  | -                  | -                  | -           | -           | -           | 22     | 0      |
| 2020-2021       | Tolosa          | L2              | 33+3       | 4          | CF              | 0               | 0               | -                  | -                  | -                  | -           | -           | -           | 36     | 4      |
| Totale Tolosa   | Totale Tolosa   | Totale Tolosa   | 143+4      | 5          |                 | 9               | 0               |                    | -                  | -                  |             | -           | -           | 156    | 5      |
| 2021-2022       | Spezia          | A               | 32         | 1          | CI              | 1               | 0               | -                  | -                  | -                  | -           | -           | -           | 33     | 1      |
| 2022-2023       | Spezia          | A               | 30         | 0          | CI              | 2               | 0               | -                  | -                  | -                  | -           | -           | -           | 29     | 0      |
| 2023-gen. 2024  | Spezia          | B               | 19         | 0          | CI              | 1               | 0               | -                  | -                  | -                  | -           | -           | -           | 20     | 0      |
| Totale Spezia   | Totale Spezia   | Totale Spezia   | 81         | 1          |                 | 4               | 0               |                    | -                  | -                  |             | -           | -           | 85     | 1      |
| gen.-giu. 2024  | Nantes          | L1              | 12         | 0          | CF              | -               | -               | -                  | -                  | -                  | -           | -           | -           | 12     | 0      |
| 2024-2025       | Nantes          | L1              | 30         | 1          | CF              | 2               | 0               | -                  | -                  | -                  | -           | -           | -           | 32     | 1      |
| 2025-2026       | Nantes          | L1              | 1          | 0          | CF              | 0               | 0               | -                  | -                  | -                  | -           | -           | -           | 1      | 0      |
| Totale Nantes   | Totale Nantes   | Totale Nantes   | 43         | 1          |                 | 2               | 0               |                    | -                  | -                  |             | -           | -           | 45     | 1      |
| Totale carriera | Totale carriera | Totale carriera | 271        | 7          |                 | 15              | 0               |                    | -                  | -                  |             | -           | -           | 286    | 7      |